# جامعة بيروت الإسلامية
جامعة بيروت الإسلامية (اختصارًا BIU) هي جامعةٌ إسلاميةٌ لبنانية تقع في شارع ابن رشد جنوبي دار الفتوى في بيروت. تضُم الجامعة كلية الشريعة والمعهد العالي للقضاء الشرعي وكلية الفنون الإسلامية وكلية العلوم التطبيقية والمعهد الجامعي للتكنولوجيا. تُشير الجامعة في موقعها الرسمي أنها تهدف «إلى إعداد المواطن الصالح الذي يعرف الحق بدليله، ويسعى ليكون عالمًا عاملًا، وباحثًا متمكنًا، من الوصول إلى هدفه من خلال الأدلة الواضحة، يحاور المخالف بقلب صاف، يجتهد في بناء المجتمع المتحاب المتناصح، ويؤسس لنهضة علمية عامة».

## نشأتها
كانت الجامعة في بدايتها تُسمى «كلية الدعوة الإسلامية»، حيث أنشأت عام 1982 ميلاديًا وذلك في عهد مفتي الجمهورية اللبنانية الشيخ حسن خالد، ثم عُقد اتفاقٌ مع جامعة الأزهر في عهد الشيخ محمد رشيد قباني، أصبحت بموجبه شهادة كلية الشريعة معادلةٌ بالشهادة التي تمنحها كلية الشريعة والقانون في الجامعة، ليتغير اسم الكُلية ويصبح «كلية الشريعة الإسلامية» وفقًا لمرسومٍ صدر بتاريخ 1 مارس (آذار) 1990 ميلاديًا. أنشأ فرعٌ للإناث في عام 1991 ميلاديًا، وذلك بهدف دعم المرأة لدورها المهم في النهوض بالأسرة والمجتمع.
صدر مرسومٌ جمهوري يحمل رقم 9278 بتاريخ 5 أكتوبر (تشرين الأول) 1996 ميلاديًا يقضي بالسماح لدار الفتوى بإنشاء «جامعة بيروت الإسلامية»، بحيث تضم كلية الشريعة السابقة والمعهد العالي للقضاء الشرعي وكلية الفنون الإسلامية وكلية العلوم التطبيقية والمعهد الجامعي للتكنولوجيا. كما صدر أيضًا مرسومٌ نافذ حكمًا يحمل رقم 672 بتاريخ 28 يوليو (تموز) 2007 ميلاديًا، يقضي بتعديل تسمية جامعة بيروت الإسلامية إلى جامعة بيروت. ولكن صدر مرسومٌ آخر يحمل رقم 1192 بتاريخ 8 يناير (كانون الثاني) 2009 ميلاديًا ينص على إعادة تسمية الجامعة لتصبح جامعة بيروت الإسلامية.
حسب الموقع الرسمي لوزارة التربية والتعليم العالي في لبنان، فإنَّ لغة تدريس الجامعة هي اللغة العربية، وتمنح الجامعة إجازة في الشريعة الإسلامية وأيضًا القرآن الكريم وعلومه، وذلك خلال دراسة لمدة 4 سنوات. كما تمنح درجة دبلوم تعليمي في التربية الدينية بعد الإجازة بسنة، إضافةً إلى ماجستير خلال سنتان، ويكون في تخصصات الفقه المقارن وأصول الفقه والدراسات الإسلامية والتربية الدينية والقرآن الكريم وعلومه. كما تتوافر الدراسة لمدة تتراوح بين 3-5 سنوات للحصول على درجة الدكتوراه. أما فيما يخص معهد القضاء الشرعي، فيمنح الماجستير خلال 3 سنوات بعد الإجازة وتكون في تخصص القضاء الشرعي، إضافةً لدرجة الدكتوراه.

## وصلات خارجية
- الموقع الرسمي